# واين مارتن (محامي)
واين ستيوارت مارتن (من مواليد 28 ديسمبر 1952) هو محامٍ وقاضٍ سابق شغل منصب رئيس قضاة ولاية أستراليا الغربية من عام 2006 حتى عام 2018، ونائب حاكم ولاية أستراليا الغربية من عام 2009 إلى عام 2019.